# Flisowe Źródliska
Flisowe Źródliska – leśny rezerwat przyrody położony na terenie gminy Dobiegniew w powiecie strzelecko-drezdeneckim (województwo lubuskie). Powierzchnia rezerwatu wynosi 9,73 ha. W skład rezerwatu wchodzą grunty Skarbu Państwa w zarządzie Nadleśnictwa Głusko.
Został utworzony na mocy Zarządzenia Nr 17/2011 Regionalnego Dyrektora Ochrony Środowiska w Gorzowie Wielkopolskim z dnia 10 maja 2011 r. Celem ochrony rezerwatu jest zachowanie kompleksu źródliskowego wraz z otaczającym lasem oraz charakterystycznych roślin i zwierząt. Zidentyfikowano tu następujące rodzaje siedlisk przyrodniczych: rozfragmentowaną część kopuły źródliskowej oraz nisze erozyjne z roślinnością źródliskową, niżowy łęg jesionowo-olszowy stanowiący główny kompleks leśny rezerwatu oraz grąd zachodnioeuropejski.
Do objętych ochroną gatunków roślin występujących na terenie rezerwatu należą: kruszczyk szerokolistny, tujowiec tamaryszkowaty, widłoząb miotłowy. Flisowe Źródliska są także ostoją licznych gatunków zwierząt – płazów, gadów, ptaków i ssaków.
Obszar rezerwatu podlega ochronie czynnej.
Rezerwat leży w granicach Obszaru Chronionego Krajobrazu Puszcza Drawska oraz dwóch obszarów sieci Natura 2000 – ptasiego „Lasy Puszczy nad Drawą” PLB320016 oraz siedliskowego „Uroczyska Puszczy Drawskiej” PLH320046.